# Hướng Lộc
Hướng Lộc là một xã thuộc huyện Hướng Hóa, tỉnh Quảng Trị, Việt Nam.
Xã Hướng Lộc có diện tích 49,58 km², dân số năm 1999 là 1516 người, mật độ dân số đạt 31 người/km².

## Hành chính
Xã Hướng Lộc được chia thành 6 thôn: Ta Xía, Cu Ta Ka, Cu Ty, Của, Ra Ty, Trằm Cheng.